# Xã York, Quận Stafford, Kansas
Xã York (tiếng Anh: York Township) là một xã thuộc quận Stafford, tiểu bang Kansas, Hoa Kỳ. Năm 2010, dân số của xã này là 49 người.